# Musée gallo-romain de Biesheim
Le musée gallo-romain de Biesheim est un musée archéologique situé sur le territoire de la commune de Biesheim.